# Беверли (имя)
Бе́верли (англ. Beverly или Beverley) — английское имя и фамилия, происходящие от английского города Беверли, основанного в начале VIII века. Раньше было довольно распространённым мужским именем, но ныне в подавляющем большинстве случаев является женским: этому немало поспособствовала публикация романа «Беверли из Граустарка» (1904) Джорджа Барра Маккатчена. Например, в 1937 году имя Беверли занимало 14-ю строчку в списке самых популярных женских имён в США.
Впервые в письменном виде имя Беверли фиксируется в 721 году, когда умер Джон из Беверли — епископ, известный тем, что стал основателем города Беверли.
В Книге Страшного суда (1086) это имя фигурирует в написании Bevreli.